# Varpning (vävning)

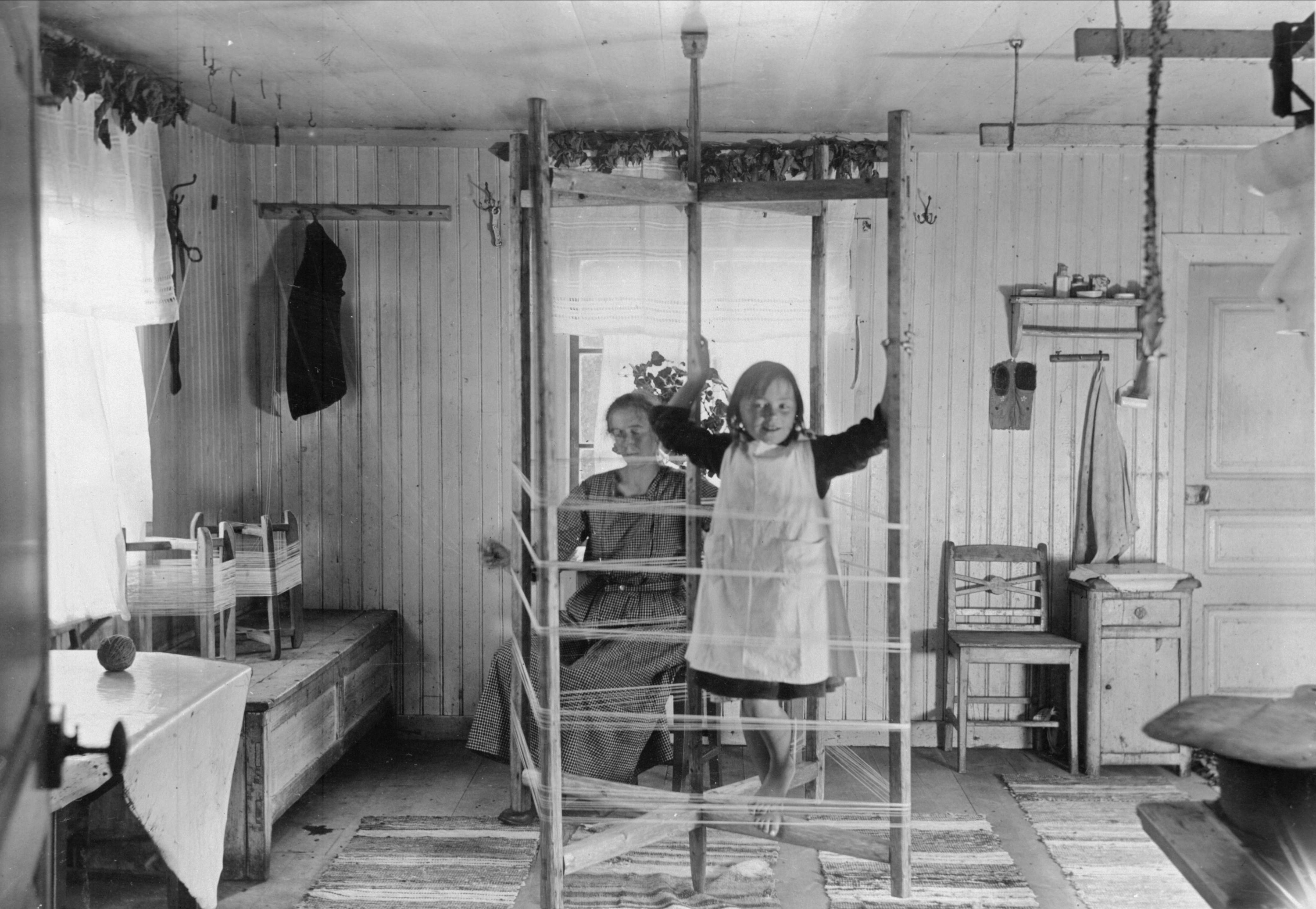
Varpning, tidigt 1900-tal.

Varpning (även kallat ränning) innebär att man ordnar ett stort antal trådar parallellt till en bunt, som rullas upp på en varpställning, även förkortat kallad varpa. Bunten, som kan vara 10-tals meter lång, används för att bilda den varp som skall sättas upp i en vävstol ("Att dra på varpen".)
Inom maskinell vävning sker varpning genom att garn från spolar eller rullar rullas upp på vävbommen.
Inom traditionell vävning är två typer av varpning vanligast: den äldre vertikalt ställda ramliknande slätvarpen, och den sedan medeltiden kända vridbara rundvarpen för rundväv.
Därutöver förekommer andra specialformer av varpning, bland annat för gobelängväv.
I en varptyngd väv sker varpningen genom så kallad bandvarpning, eftersom varpen måste vävas in i ett band eller en snodd som fästs upptill i vävstolen.